# Holmgrenanthe petrophila
Holmgrenanthe petrophila là một loài thực vật có hoa trong họ Mã đề. Loài này được (Coville & C.V. Morton) Elisens mô tả khoa học đầu tiên năm 1985.